# 도깨비언덕에 왜 왔니?
《도깨비언덕에 왜 왔니?》는 김용회의 만화이자 이를 원작으로 하는 애니메이션이다. 쏘울 크리에이티브와 CJ ENM, kt alpha, 서울산업진흥원이 함께 만들었다. 애니메이션은 투니버스에서 2021년 7월 21일부터 9월 15일까지는 매주 수요일 저녁 8시에 방영했고, 9월 29일부터 2022년 2월 16일까지 매주 수요일 밤 9시에 방영했다. 주인공 가람과 동료들이 모험을 떠나는 내용으로 진행된다.

## 방송 일시
| 방송 채널 | 방송일                             | 방송 시간                   |
| --------- | ---------------------------------- | --------------------------- |
| 투니버스  | 2021년 7월 21일 ~ 9월 15일         | 수 오후 8시 00분 ~ 8시 15분 |
| 투니버스  | 2021년 9월 29일 ~ 2022년 2월 16일  | 수 오후 9시 00분 ~ 9시 15분 |
| KBS2      | 2021년 12월 22일 ~ 2022년 8월 10일 | 수 오후 5시 00분 ~ 5시 15분 |

## 목소리 출연
- 강새봄: 가람
- 김가령: 달님
- 신용우: 너구리
- 김새해: 로라
- 박성태: 시랑
- 홍승효: 거인 앵앵, 곤
- 박시윤: 아기 앵앵, 시랑 엄마
- 김현심: 마고 할멈
- 양정화: 동쪽 여왕
- 윤여진: 가람 엄마
- 김광국: 가람 아빠
- 안장혁: 고릴대장
- 한신: 이무기
- 장승길: 송장 할배
- 강호철: 밤까마귀
- 방성준: 서생원
- 김선혜: 로라 엄마
- 현경수: 로라 아빠
- 박만영: 피노킹
- 김정훈: 제페타
- 정유정: 무녀
- 최낙윤: 쿠도
- 김영은: 운주
- 이봉준: 선왕
- 김다올: 마
- 이새벽: 섬둥이
- 유영: 섬둥 엄마
- 최석필: 섬둥 아빠, 태구왕
- 김영찬: 영주
- 김채하: 새 엄마, 백사
- 김도희: 겸이
- 강성우: 귀아
- 이상호: 모스퀴또리
- 김동현: 거북이, 사천왕 도
- 유혜지: 진이, 운주 동생
- 채림: 진이 엄마, 아기 앵앵의 형, 설아
- 김윤기: 진이 아빠, 사천왕 미, 설인
- 이우리: 사천왕 레, 어린 쿠도, 큰 앵앵의 형
- 황동현: 사천왕 파
- 이달래: 어린 시랑, 겸이 친구
- 박이서: 어린 귀아, 설녀

## 제작진
- © 김용회, Soul Creative, CJ ENM, kt alpha, SBA, All rights reserved. (투니버스판)
- 책임프로듀서: 박성주 (KBS판)
- 프로듀서: 이순주 (KBS판)
- 공동기획: sba (투니버스판) → SBA 서울산업진흥원 (KBS판), kt alpha (투니버스판) → KT ALPAH (KBS판), CJ ENM
- 원작: 카카오엔터테인먼트 <도깨비언덕에 왜 왔니?> by. 김용회 (투니버스판) → 카카오엔터테인먼트 〈도깨비언덕에 왜 왔니?〉 김용회 (KBS판)
- SOUL CREATIVE 프리-메인 프로덕션 (투니버스판) → [프리·메인 프로덕션 쏘울크리에이티브] (KBS판)
  - 총감독: 조준래
  - 책임 프로듀서: 임만식
  - 프로듀서: 이지민, 이두희, 신장선
  - 시나리오: 김종민, 한상철
  - 제작총괄: 이두희
  - 제작 프로듀서: 홍준서, 이지혜, 안선영
  - 콘셉트 디자인: 손민희
  - 디자인 팀장: 장성희
  - 디자인: 백소희, 박혜란, 홍수현, 이현식, 성주연, 이윤정, 송미경
  - 타이틀 로고: 강은희, 류정혜, 백소희  (KBS판)
  - 스토리보드: 김왕엽, 조준래, 우승욱, 이현정, 장현근, 신창섭, 박인산, 이다빈
  - 스토리보드 체킹: 이지은, 이규리, 강민지, 손지예, 방효은, 장수진, 정윤정
  - 레이아웃: 이찬웅, 강민지, 선진태, 김남현, 김민지, 김경수, 김민정, 김선주, 이영은
  - 애니메이션 연출: 장수진
  - 애니메이션: 장수진, 정은영, 이보라, 지유나, 송하나, 김승진, 선길숙, 이송원, 이정민, 최현서
  - 배경감독: 장성희, 김경기
  - 배경: 강현아, 김소희, 이현정, 배봉진, 이대희 (투니버스판), 김해성 (투니버스판), 양혜인 (투니버스판)
  - 3D R&D: 이대희 (KBS판), 김해성 (KBS판), 양혜인 (KBS판), 김경환, 김정환, 선진태, 박혜민, 김동룡, 민지애, 노소예, 김락현, 이승현, 이준성, 윤영민, 신유완, 김대열
  - 오프닝 연출: 이규리
  - 원화: 강민지
  - 효과 편집 감독: 배봉진 (스튜디오 봉)
  - 효과 편집: 조수찬, 이대찬
  - 제작지원: 백은자, 우경미, 김미진
  - 포스터 디자인: 이현식, 김가현, 박혜란
  - 회계: 전성희
- 제작/투자지원: 서울산업진흥원 박보경, 이정우, 박윤영
- 제작 투자: 대교애니메이션 전문투자조합 노재승, 신민경, 김혜원
- 디지털 배급: kt alpha 홍연재, 김효은, 손서진
- CJ ENM 공동기획 / 배급 / L&M (투니버스판) → [CJ ENM] (KBS판)
  - 총괄 기획: 김영욱
  - 제작 총괄: 석종서, 신길주
  - IP 운영 (투니버스판) → 배급/L&M (KBS판): 정찬원, 김대현, 김장원 (투니버스판)
  - 콘텐츠 제작: 조승희, 이계훈, 마상현
  - 채널운영: 하나영, 이민순, 김희정, 강은희, 차주현, 조승연, 김혜수, 황예진, 류조은 (투니버스판), 김소라 (투니버스판)
  - 마케팅: 류지원, 김창우, 황호신, 변유리, 안서정, 정보원, 최주연, 한종현
  - 판권사업: 성수희, 양정민, 김민지, 장지호 (KBS판), 신찬양, 유혜정, 진지혜, 유혜정, 김윤주, 김보경 (투니버스판) → 소예리 (KBS판)
  - 디지털사업: 윤여민, 이석연, 이미지, 김수아, 이선희, 김진선, 우정, 천혜원
- CJ ENM 포스트 프로덕션 (투니버스판) → [포스트프로덕션] (KBS판)
  - 사운드/포스트제작 총연출: CJ ENM (KBS판), 류정혜
  - 음악감독 (투니버스판) → 음악 감독 (KBS판): 신스뮤직(KBS판), 신승준
  - 음악: 신승준, 김원아
  - 녹음: 김지후 (KBS판), 이성주, 최은주 (KBS판), 김소현
  - 믹싱/사운드 디자인 (투니버스판) → 믹싱&사운드 디자인 (KBS판): 최은주
  - 종합편집: 정회범
  - 포스트제작 진행: CIC MEDIA
  - 타이틀 로고: 강은희, 류정혜, 백소희 (SOUL CREATIVE) (투니버스판)
- 홈페이지: KBS미디어 김하늘 (KBS판)
- 종합편집: 이수은 (KBS판)
- 자막디자인: 황은서 (KBS판)
- 조연출: 차한결 (KBS판)
- 연출: 이순주 (KBS판)
- 기획: Tooniverse (투니버스판) → KBS (KBS판)
- 제작: SOUL CREATIVE, CJ ENM

## 주제가
닫는 노래 〈Moonshine (문샤인)〉
노래: 에아 (Ea) / 작사: 류정혜, 임만식 / 작곡/편곡: 신승준, 김원아 / 기타: ken song / 믹싱/마스터링: 박문수 (라우드벨 스튜디오)

## 에피소드 목록
| 회차       | 제목                 | 방송 일자        |
| ---------- | -------------------- | ---------------- |
| 1화        | 가람이의 이상한 생일 | 2021년 7월 21일  |
| 2화        | 동쪽 여왕의 성       | 2021년 7월 21일  |
| 3화        | 신비한 전학생 로라   | 2021년 7월 28일  |
| 4화        | 두근두근 호환옥      | 2021년 8월 4일   |
| 5화        | 등장! 늑대전사 시랑  | 2021년 8월 11일  |
| 6화        | 숲속의 추격전        | 2021년 8월 18일  |
| 7화        | 아기 앵앵            | 2021년 8월 25일  |
| 8화        | 서생원의 습격        | 2021년 9월 1일   |
| 9화        | 달려라 거북이        | 2021년 9월 8일   |
| 10화       | 모험이 시작되다!     | 2021년 9월 15일  |
| 11화       | 무간의 협곡으로!     | 2021년 9월 29일  |
| 12화       | 피노킹과 제페타!     | 2021년 10월 6일  |
| 13화       | 모스퀴또리의 역습!   | 2021년 10월 13일 |
| 14화       | 생명의 열매          | 2021년 10월 20일 |
| 15화       | 늑대 왕국            | 2021년 10월 27일 |
| 16화       | 시랑의 과거          | 2021년 11월 3일  |
| 17화       | 시랑과 운주          | 2021년 11월 10일 |
| 18화       | 떠오르는 진실        | 2021년 11월 17일 |
| 19화       | 시랑 VS 사천왕 파!   | 2021년 11월 24일 |
| 20화       | 금강역사 파!         | 2021년 12월 1일  |
| 21화       | 앵앵이의 비밀        | 2021년 12월 8일  |
| 22화       | 눈 속의 모험         | 2021년 12월 15일 |
| 23화       | 설국 협곡에서        | 2021년 12월 22일 |
| 24화       | 문샤인 미러          | 2021년 12월 29일 |
| 25화       | 진흙의 협곡          | 2022년 1월 5일   |
| 26화       | 로라의 과거          | 2022년 1월 12일  |
| 27화       | 진흙 협곡의 전투     | 2022년 1월 19일  |
| 28화       | 두꺼비 왕            | 2022년 1월 26일  |
| 29화       | 이무기의 부활        | 2022년 2월 9일   |
| 최종화(30) | 문샤인 가람          | 2022년 2월 16일  |

### 결방 및 편성안내
- 2021년 9월 22일: 추석 특집의 관계로 인해 결방했다.
- 2021년 9월 29일: 정규방영변경으로 인해 매주 수요일 밤 9시에 방영했다.
- 2022년 2월 2일: 설 특집의 관계로 인해 결방했다.